# فيليب كرامر
فيليب كرامر هو مصمم أثاث ‏ سويسري، ولد في 8 مايو 1970.